# Mesolia huachucaella
Mesolia huachucaella là một loài bướm đêm trong họ Crambidae.